# Шампанско вино
Шампанско пренасочва насам.  За филма от 1928 година вижте Шампанско (филм).
Шампанското вино или само шампанско е пенливо вино, произведено чрез вторична ферментация. Наименованието му произлиза от френската провинция Шампан и то следва да се използва единствено за вината, произведени по традиционната технология.
Фирменото название „Шампан“ (фр. Champagne) е защитено за Европа още с Мадридския договор (1891 г.) и се отнася за вина, произведени само в тази провинция и съответстващи на традицията и стандарта. Това положение е потвърдено с Версайския договор след приключване на Първата световна война. Със създаването на Международния комитет на шампанските вина (фр. Comité Interprofessionel du Vin de Champagne) е разработен стандарт за производство на вината шампан в едноименната провинция и технологията за производство на гроздето и виното, включително и най-подходящите сортове за тази технология – „Шардоне“ (фр. chardonnay), „Пино ноар“ (фр. pinot noir) и „Пино мьоние“ (фр. pinot meunier). При спазване на тези условия се позволява върху етикета на бутилката да бъде записано „шампан“. През 2005 г. е забранено дори използването на термина шампански метод за вината, произведени в други райони на Франция и света, и се допуска използването на термина традиционен метод (фр. méthode traditionelle).
Пенливи вина се произвеждат във всички страни, производители на вина въобще. Отделните страни използват различни названия на тези вина: в Испания то се нарича Cava, в Италия – Spumante, в ЮАР – Cap Classique, най-разпространеното мускатово пенливо вино в Италия – Asti, в Германия – Sekt. Дори в други провинции на Франция не може да се използва названието „шампанско“, поради което то се нарича Crémant. На територията на бившия СССР е възприето да се използват прилагателни към „шампанско“, като Советское шампанское, Украинское шампанское и др. В САЩ все още е разрешено да се използва терминът „шампанско“ с допълнението semi-generic, което дава информация, че това вино е произведено в Съединените щати.

## История на шампанското вино
Вината от провинция Шампан станали известни още през Средновековието. От съществуващите манастирски лозя монасите приготвяли вина за причастия. По традиция короноването на френските владетели ставало в Реймс и шампанското се превърнало в неизменна част от тържествата около коронациите. Коронованите особи обаче били привърженици на традиционните вина и до 17 век за тържествата в кралските дворове са предпочитани вина от Шампан, но не пенливи.
Първото голямо производство на пенливо вино е около 1535 г. в областта Лиму. Противно на легендата това не е дело на монаха Дон Пиер Периньон, но негова е заслугата за подобряване на технологията на производство на шампанско вино и за неговото качество. Едва в края на 17 век методът за производство на пенливи вина става известен в Шампан и с използването на изобретените в Англия по-масивни бутилки към 1700 г. се ражда първото шампанско пенливо вино.
Англичаните много харесват новото пенливо вино и благодарение на тях то се е разпространява по света. Съвременното шампанско вино Брют е направено именно за нуждите на английските потребители. Шампанското става твърде бързо популярно по Европа. Сред коронованите лица особено големи количества е консумирал руският императорски двор.

## Видове шампански вина
По отношение съдържанието на добавени захари шампанското вино се дели на няколко категории:
- Сладко – doux
- Полусухо – demi-sec
- Сухо – sec
- Екстра сухо – extra sec
- Почти изцяло сухо – brut
- Изцяло сухо (без допълнителна захар, понякога извънредно сухо) – extra brut.

Класическото шампанско вино е бяло. Дори ако то се произвежда от червения сорт Пино ноар то може да остане бяло вино, като веднага след изстискването ширата се отделя от джибрите. При престояване на ширата с джибрите става оцветяване на виното и колкото по-продължителен е този престой – толкова по-наситено червено е виното. Това е стандартният за технологията начин за създаване на розово и червено шампанско.
Голямата част от шампанските вина са неузрели (т.е. кратко съхранявани като обикновени вина). Най-често шампанските вина се получават от вина с различна година на производство. Когато е използвано зряло вино от една реколта, това се отразява на етикета с френския термин Millésimé.
Шампанското, произведено само от сорта Шардоне се нарича Бяло от бялото (фр. blanc de blancs), а когато е произведено от сорта Пино ноар се нарича Бяло от червеното (фр. blanc de noirs).

## Производство на шампанско вино по класическата технология
Гроздето, предназначено за такова производство, се прибира най-често по-рано, когато съдържанието на захари е по-малко, а нивото на киселините – по-високо. Гроздето се изстисква бързо, с цел получаването на бяло вино, освен ако целта не е получаване на розово и червено вино.
Първоначалният етап на ферментация и утаяване протича както при обикновените вина – в дървени или метални съдове. По този начин се получава т.нар. базово вино. Това вино е по-кисело от обикновеното и не е приятно на вкус. Това е моментът, при който може да стане „купажът“ (смесването) с други базови вина – от друг регион или реколта (ако не се използва виното само от една реколта и произход).
Виното или сместа от вина се разлива в бутилки, към които се добавя захар и дрожди за протичане на вторичната ферментация. По време на тази ферментация отделеният въглероден диоксид остава в бутилката и се разтваря във виното, при което се повишава и налягането в бутилката. Според нормата на ЕС, за постигане на налягане от 6,1 атмосфери е необходимо в една бутилка да се добавят 18 грама захар и 0,3 грама дрожди Saccharomyces cerevisiae. Сместа от вино, захар и дрожди в бутилката се нарича liqueur de tirage.
Бутилките се поставят в специални изби в хоризонтално положение за вторична ферментация и престояват така от една до три години.
Следва процесът „ремюаж“ (фр. remuage), през който ежедневно става превъртане на бутилките с малък ъгъл надолу, до получаване на вертикално положение, с цел събиране на утайката в гърлото на бутилката, върху тапата.
Отделянето на утайката от вторичната ферментация се нарича „дегоржиране“ (фр. dégorgement). То представлява снемане на тапите (с минимални загуби на вино), почистване от утайка, добавяне на незначително количество захар (дозиране) и затапване. Процесът дегоржиране е извършен за първи път през 1800 г. от фирмата Madame Clicquot, като дотогава шампанското е било мътно. Произвеждат се и шампански вина без прилагане на дегоржиране, които се маркират като „семейно производство“ (фр. méthode ancestrale). В миналото за дегоржиране са използвани най-опитните винари, тъй като методът изисква изключителна точност и бързина. Сега това се извършва машинно.
Вината от Шампан не могат да се продават като класически шампански вина, ако не са преминали целия процес най-малко за 18 месеца. Минималният срок за зрелите вина преди дегоржирането е 3 години, но повечето производители на висококачествени вина го продължават до 6 – 8 години.
За производство на най-ценните шампански вина обаче важен критерий е годината на производство. В години с отлични условия за качествена продукция шампанските вина, произведени от едно и също лозе, без купажи, и престояли няколко години в бутилка преди дегоржирането, достигат много високи цени.

## Бутилки за шампанско
Бутилките за шампанско са дебелостенни, с вдлъбнато дъно, предназначени да издържат налягане, трикратно по-високо от налягането в автомобилна гума. Като стандарт за производство на Шампан са бутилките от 0,750 л.
Използват се обаче и други бутилки. По отношение на обема си, те са няколко вида:
- Сплит или Пиколо (четвъртинка) – 187,5 или 200 мл (използва се основно от авиокомпаниите и нощните клубове);
- Деми (половинка) – 375 мл (най-вече за нуждите на ресторантите);
- Магнум – 1,5 л, еквивалент на 2 бутилки;
- Йеровоам – 3 л (4 бутилки);
- Ровоам – 4,5 л (6 бутилки);
- Матусаил – 6 л (8 бутилки);
- Салманазар – 9 л (12 бутилки);
- Балтазар – 12 л (16 бутилки);
- Навуходоносор – 15 л (20 бутилки);
- Мелхиор – 18 л (24 бутилки);
- Соломон – 25 л;
- Примат – 27 л (36 бутилки);
- Мелхиседек – 30 л (40 бутилки).

Най-рядко се използват бутилките по-големи от Йеровоам. Най-големите бутилки се предлагат изключително от компанията Drappier.
В отделни случаи се създават уникални бутилки за определени случаи или личности. Най-известен пример е бутилката с обем 20 унции (60 л), изготвена специално за Уинстън Чърчил от компанията Pol Roger.
Шампанското, произведено по оригиналната технология, се затваря в бутилката с коркова тапа, върху която се поставя пластмасово „калпаче“; калпачето се захваща стабилно за ръба под гърлото на бутилката с телена опаска, след което цялото гърло на бутилката се покрива с фолио за естетичен завършек.
Шампанското следва да се предлага охладено и да се сервира в специални чаши за шампанско. Въпреки това различните народи сервират шампанското в различни чаши, например чаши за вино. Твърде украсените с орнаменти кристални чаши са неподходящи за шампанско вино, освен ако не са свързани с много тържествен момент (най-често сватба).
Ето няколко правила за правилно и в съответствие с етикета предлагане на шампанско:
- Снемете фолиото.
- Развийте внимателно телената опаска, задържаща тапата, без да я сваляте.
- Хванете здраво тапата и размърдайте бутилката (а не тапата), като я държите здраво за дъното;
- Желаният ефект се получава, когато тапата се отвори без да гърми и без да се прави фонтан от виното, достатъчно е да се чуе характерния пукот.
- Разливането на шампанското следва да бъде внимателно, като чашите се напълват от 1/3 до 1/2 от обема им, без да преливат от пяна.